# 格羅夫山脈
72°45′S 75°0′E / 72.750°S 75.000°E
格羅夫山脈（英語：Grove Mountains）是南極洲的山脈，位於伊麗莎白公主地，長60公里、寬30公里，處於莫森陡崖以東160公里，該山脈根據空中照片被美國海軍繪入地圖。